# Robe (lapin)
Pour les articles homonymes, voir Robe.
Les lapins se distinguent par une grande variété de pelages tant en termes de couleurs, de motifs que de longueurs de poils. On parle alors de « robe ».

## Caractéristique de la fourrure du lapin
Le lapin porte une fourrure composée de nombreux poils recouvrant la surface de son corps. On observe différents types de poils : les poils de couverture, les plus longs, parmi lesquels on distingue les poils recteurs ou poils de jarre très raides, longs et épais, qui jouent un rôle dans l'orientation du pelage, et les poils tecteurs, plus fins et courts qui ont plutôt un rôle de protection ; le sous-poil ou duvet est lui constitué de poils très fins et très densément implantés, à raison de 30 à 50 sous-poils pour un poil recteur, et a un rôle d'isolation thermique. 

## Robe

### Couleur
Le lapin peut prendre des teintes blanches, fauves, noires, grises, bleues et toute une multitude de teintes intermédiaires

### Patron
- unicolore
- panaché
- mosaïque (lapin japonais)
- tacheté
- agouti
- argenté (Argenté de Champagne)

## Pelage
- angora : poils très longs
- rex : pelage très court et duveteux
- satin : fourrure brillante et soyeuse[2].

## Mue
La mue a lieu au moins deux fois par an. Elle intervient la première fois à l'âge de 5 à 6 semaines, puis la seconde fois vers 4 à 5 mois. Une fois que l'animal atteint le stade adulte, elle est surtout liée au changement de saison. On observe en effet que la fourrure est plus courte en été qu'en hiver. La mue peut être plus ou moins longue, et plus ou moins fréquente suivant les animaux. Elle peut parfois s'accompagner d'une légère modification de la coloration de l'animal.